# Хенсън (окръг)
Вижте пояснителната страница за други значения на Хенсън.
Окръг Хенсън (на английски: Hanson County) е окръг в щата Южна Дакота, Съединени американски щати. Площта му е 1128 km², а населението - 3423 души (2017). Административен център е град Александрия.